# Provincia di Derna
Il Commissariato di Derna, ufficialmente chiamato Commissariato generale provinciale di Derna, venne istituito nel 1934 nella Libia italiana ed era diviso in 3 circondari:
- Derna
- Apollonia
- Tobruch

La popolazione era in gran parte di arabi, con minoranze berbere, sudanesi e ebraiche. Gli italiani si concentravano a Derna. Nel dicembre del 1942 venne completamente occupata dall'Armata britannica. La popolazione professava per gran parte l'islamismo sunnita e senussita con la minoranza cristiana cattolica ed ebraica.

## Geografia
Comprendeva circa metà della Cirenaica e la parte libica della Marmarica, confinava a sud con il Territorio Militare del Sud, a nord con il Mar libico, a ovest col Commissariato di Bengasi e a est con l'Egitto. Il territorio era un bassopiano sempre più arido andando verso sud, dove confinava con il Territorio Militare del Sud.